# Trifosgeen
Trifosgeen (IUPAC-naam: bis(trichloormethyl)carbonaat) is een organische verbinding, met als brutoformule C3Cl6O3. De stof wordt gebruikt ter vervanging van fosgeen. Bij kamertemperatuur is trifosgeen een vaste stof, terwijl fosgeen een gas is, wat de omgang met de stof vanwege de toxiciteit aanzienlijk bemoeilijkt.

## Toepassingen
In de organische chemie wordt trifosgeen gebruikt voor het synthetiseren van chloorformiaatderivaten en carbonaten.

## Toxicologie en veiligheid
De verbinding is niet stabiel en ontleedt boven 130°C, waarbij giftig fosgeen kan vrijkomen. Trifosgeen reageert hevig met water, waarbij uiteindelijk koolstofdioxide (CO2) en waterstofchloride wordt gevormd.